# Виборче право жінок у Швейцарії

1964 року в кантоні Цюрих жінки вперше отримали право брати участь у голосуванні з питань, які стосувалися церковних справ

Виборче право жінок у Швейцарії (право голосувати і бути обраними) на федеральному рівні було запроваджене в результаті загальнонаціонального референдуму, що відбувся 7 лютого 1971 року; в ньому брала участь лише чоловіча частина населення. Швейцарія стала однією з останніх європейських країн, що надали своїм жінкам повні громадянські права. Формально право голосу для жінок здобуло чинність 16 березня 1971 року.
На рівні кантонів першими, хто запровадив право голосу для жінок, були Во і Невшатель у 1959 році, а також Женева у 1960 році. Однак до впровадження права голосу для жінок у всіх кантонах після федерального референдуму минуло ще понад двадцять років: 27 листопада 1990 року Федеральний суд задовольнив позов жінок із кантона Аппенцелль-Іннерроден і визнав неконституційним пункт про недоступність голосування для жінок у кантональній конституції. Таким чином Аппенцелль-Іннерроден став останнім кантоном, який надав жінкам виборчі права на кантональному рівні, всупереч результатам голосування більшості чоловіків на земельних зборах 29 квітня 1990 року.
Головною причиною порівняно пізнього запровадження права голосу є політична система Швейцарії. Законодавчі акти, що стосуються федеральної або кантональної конституції, обов'язково потребують схвалення виборцями, які мають право голосу, тоді як в інших країнах право голосу жінок впроваджувалося, зокрема, рішенням парламенту. Для запровадження у Швейцарії виборчих прав на різних рівнях необхідна була підтримка більшості чоловіків, які мали право голосу.

## Історія

### XVIII—XIX століття: перші жіночі організації

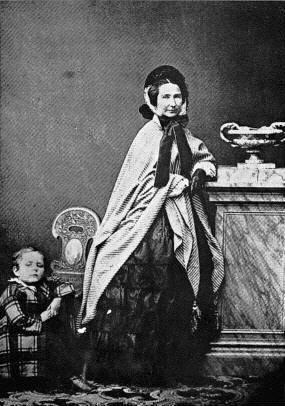
Марі Гоегг-Пушулен, перша швейцарська феміністка.

Початком руху за права жінок, зокрема й у Швейцарії, загалом вважається Французька революція 1789 року. У першій федеральній швейцарській конституції 1848 року була проголошена рівність перед законом: жінки не були згадані — ні явно включені, ні виключені з положення про рівність. Проте законодавчо жінки все ще перебували в підпорядкованому становищі щодо чоловіків. Закони, які передбачали часткове виборче право для жінок на муніципальному рівні, як у кантоні Берн, у XIX столітті поступово були змінені на користь виборчого права лише чоловіків.
У період 1860—1874 років швейцарські жінки вперше організувалися у Швейцарський жіночий рух. Вони вимагали цивільної та політичної рівності в контексті планованої першої ревізії федеральної конституції. 1874 року загальним голосуванням була прийнята першу повну ревізію федеральної конституції, у якій жінки знову не були згадані, хоча напередодні й велися широкі дискусії щодо їхніх політичних прав.

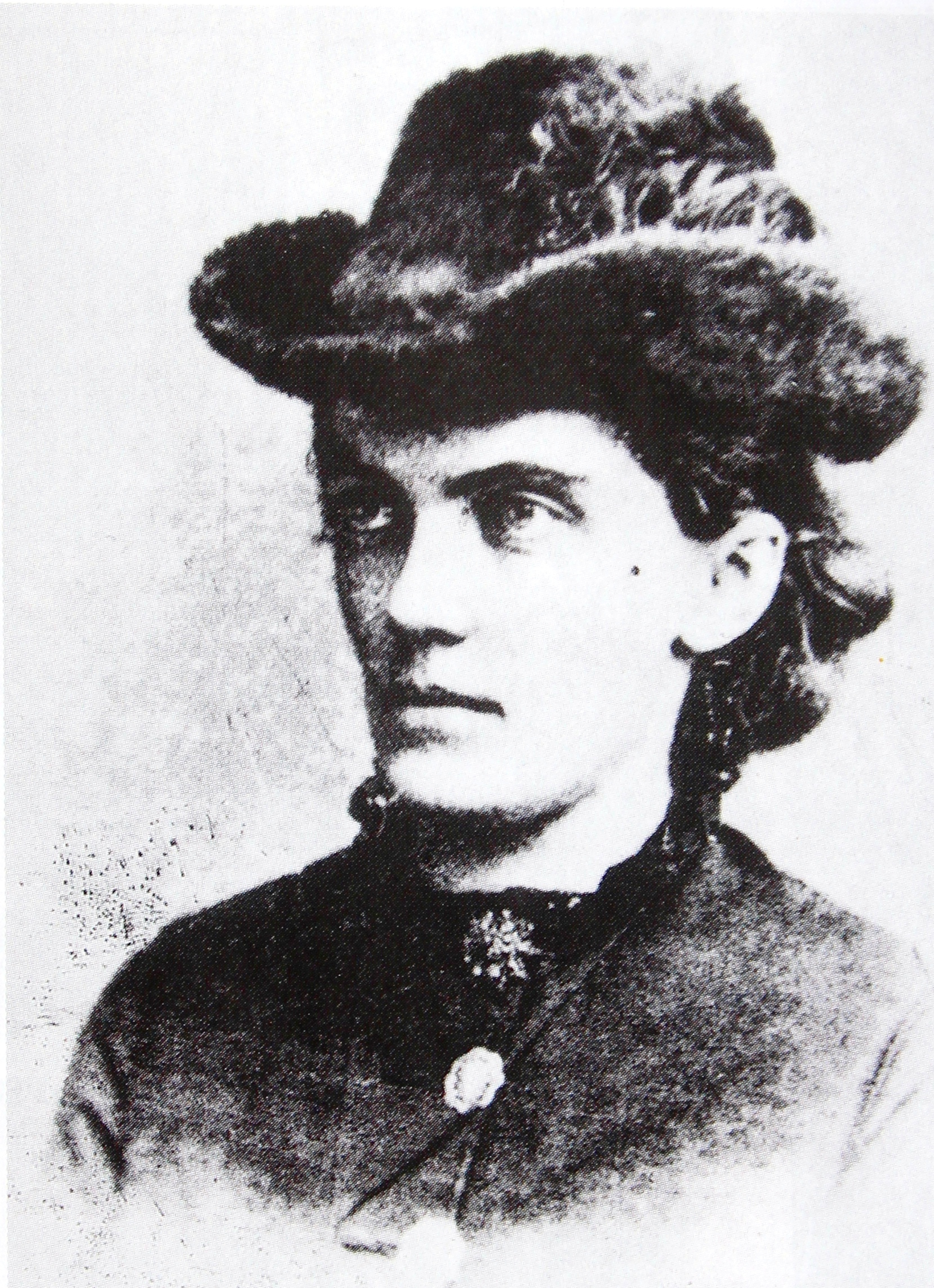
Мета фон Салліс, швейцарська феміністка й історикиня.

1886 року 139 жінок під керівництвом правозахисниці Марі Гоегг-Пушулен подали свій перший петиційний запит до парламенту. Ця дія привернула багато уваги — на початку наступного року вимоги жінок вперше були опубліковані в щоденній газеті. У своїй статті «Єретичні новорічні думки жінки» у газеті Züricher Post Мета фон Салліс звернула увагу на вимоги жінок. Крім відсутності політичних і цивільних прав, вона критикувала наявну «нерівність судову нерівність». Того ж року Емілі Кемпін-Шпірі, перша швейцарська жінка з освітою юриста, вимагала допуску до адвокатської діяльності, але зазнала поразки у Федеральному суді.

Протягом 1894 року Мета фон Саліс подорожувала країною та читала лекції у всіх великих містах на тему «Жіноче виборче право та обрання жінки». Її виступи відвідували мало людей, а в деяких місцях її освистували, однак це її не зупиняло. Того ж року в Чикаго відбулася перша Міжнародна жіноча виставка, метою якої було інформувати про становище жінки в різних країнах.

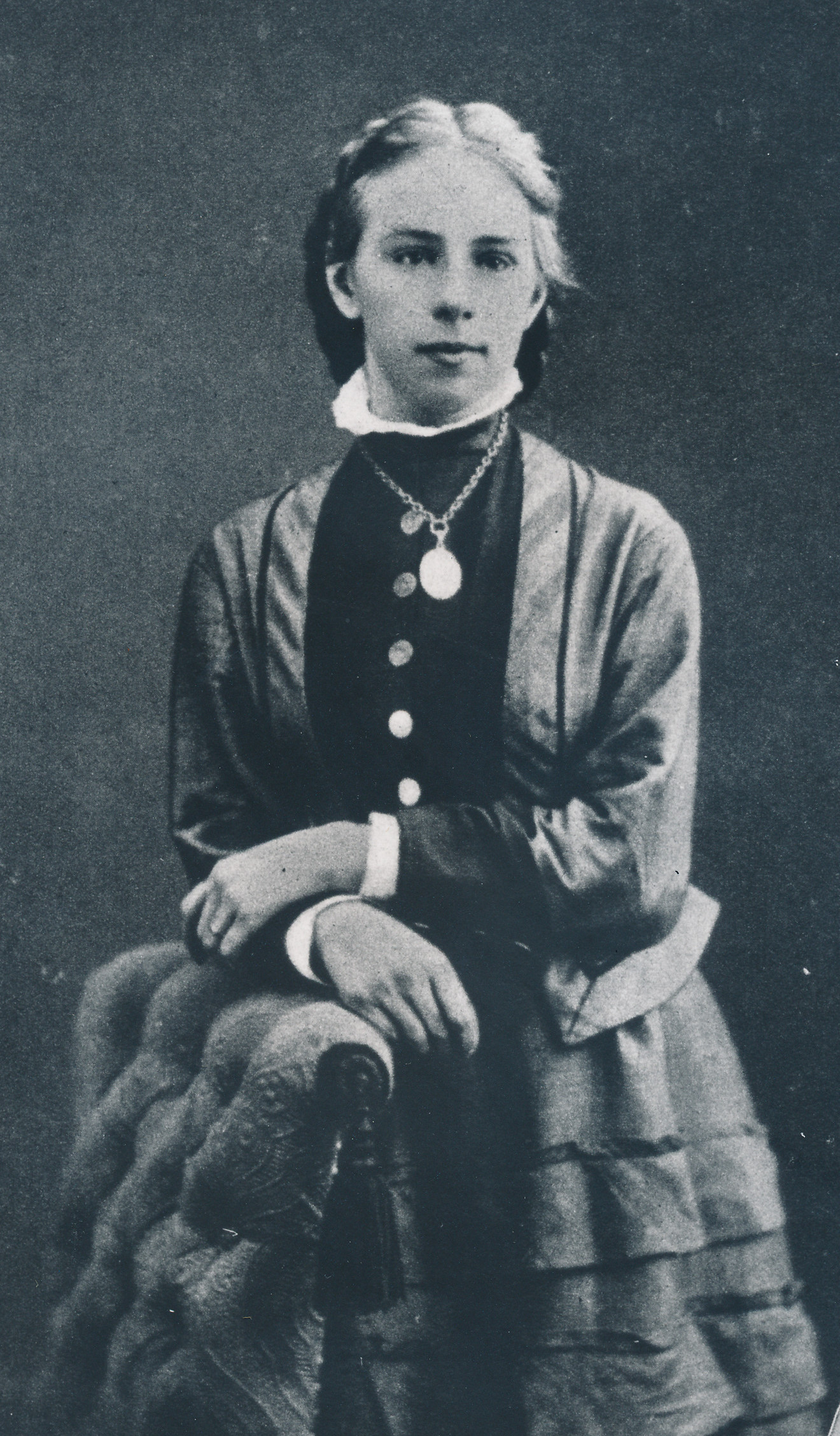
Емілі Кемпін-Шпірі, перша жінка у Швейцарії, яка здобула диплом юриста.

1896 року в Женеві був організований перший швейцарський національний жіночий конгрес. Уперше жінок почали сприймати як впливову групу, і кілька чоловіків-доповідачів закликали їх «бути союзницями чоловіків, а не їхніми ворогами», і водночас стримати свої вимоги. Результатом цього конгресу стало створення першої парламентської комісії з метою вивчення «жіночого питання».
1897 року Карл Гілті, швейцарський філософ і політичний діяч, написав свій нарис про жіноче виборче право, у якому зазначив, що справжня свобода полягає у можливості брати участь у законотворчості, а інші права, надані з доброї волі інших, є сумнівним здобутком. Жіноче виборче право Гілті називав практичним ядром «жіночого питання».

### 1900—1959: ініціативи та опір
На межі століть жінки в усій країні організовувалися та створювали різні жіночі об'єднання як за, так і проти жіночого виборчого права. Двома найважливішими були Федерація швейцарських жіночих асоціацій (BSF) під керівництвом Гелене фон Мюлінен та Швейцарська асоціація за жіноче виборче право (SVF).
1905 року в Євангелічно-реформатській церкві кантона Цюрих було запроваджено пасивне виборче право для жінок, а 1909 року в Євангелічно-реформатській церкві кантона Во — повне. Окрім цього, ще 1891 року виборче право для жінок було запроваджено у Вільній євангельській церкві Женеви, що відокремилася від державної церкви 1849 року.
Найважливішим регіональним об'єднанням у Женеві була Асоціація за виборче право для жінок, заснована 1907 року, яка відіграла провідну роль у створенні SVF. Під керівництвом її засновника та першого президента Огюста де Морсьє, інженера та борця за права жінок, який був єдиним чоловіком серед засновників організації, об'єднання швидко набуло впливу. 1911 року Емілі Гурд обійняла посаду президентки Женевської асоціації й залишалася на ній до своєї смерті у 1946 році. Паралельно з цим вона у 1914—1928 роках очолювала і національний SVF, а 1912 року заснувала впливовий феміністичний журнал Mouvement féministe.
Під час Першої світової війни рух втратив активність, оскільки на перший план вийшли інші, важливіші проблеми. Зокрема, жіночі організації виконували всю соціальну роботу в країні, адже на той час у Швейцарії ще не існувало системи соціального страхування.
Під час Націального страйку 1918 року виборче право для жінок було другою з дев'яти основних вимог. У грудні цього ж року на загальнонаціональному рівні було зроблено дві перші спроби впровадити жіноче виборче право — ініціаторами виступили депутати Національної ради Герман Гройліх (SP) та Еміль Геттісгайм (FDP). У двох поданнях Федеральну раду закликали «подати звіт і пропозицію щодо конституційного надання швейцарським громадянкам таких самих виборчих прав і права обиратися, як і громадянам Швейцарії». У червні 1919 року 158 жіночих організацій подали петицію, щоб надати більшої ваги двом поданням. Унаслідок цього Національна рада ухвалила ініціативи Гройліха та Геттісгайма й передала їх на виконання Федеральній раді. Однак відповідальний федеральний радник Генріх Геберлін (FDP) відклав розгляд через «нагальніші проблеми». П'ятнадцять років потому, у 1934-му, Геберлін передав нерозв'язане питання своєму наступнику.
Починаючи з 1919 року, в кількох кантонах відбулися голосування щодо принаймні часткового запровадження жіночого виборчого права на кантональному рівні. Усі пропозиції були відхилені більшістю голосів. Наприклад, у 1923 році в кантоні Цюрих виборці відхилили закон, який мав надати жінкам право голосу в церковних, шкільних і бідняцьких опікунських радах. Того ж року група бернських жінок подала скаргу до Федерального суду, прагнучи реалізувати своє «право голосу у справах громади, кантона та федерації». Однак суд відхилив вимогу, пославшись на звичаєве право.

1928 року Леонар Женні подав петицію до Федеральної ради, зазначивши, що термін «Stimmbürger» (виборець) у німецькій мові охоплює людей обох статей. Клопотання було відхилене з таким обґрунтуванням:
«Якщо тепер стверджувати, що цей термін також охоплює швейцарських жінок, то це виходить за межі допустимого тлумачення та є дією, яка суперечить змісту Конституції. […] Надання виборчого права лише для громадян Швейцарії чоловічої статі є фундаментальним принципом федерального публічного права».
Влітку того ж року відбулася Швейцарська виставка праці жінок (SAFFA). Під час параду їхав пам'ятний віз із равликом на ім'я «Жіноче виборче право». Організаторки за це зазнали жорсткої критики, а деякі сприйняли равлика як символ політичної незрілості жінок.

## Визначні особи
| Прихильники | Противники |
| --- | --- |
| | |
| - Марсель Бек (1971) - Марі Гег-Пушулен - Март Гостелі - Еміль Гур - Гертруд Гайнцельманн - Карл Гілті - Леонар Єнні - Елізабет Копп - Еміль Лібергерр - Антуанетт Кенш - Юлі Фон Май фон Рюед - Гелене фон Мюлінен - Елізабет Плетшер - Ірис фон Ротен - Петер фон Ротен - Мета фон Саліс - Гертруд Шпісс - Клара Штокмеєр - Паул Ценгойзерн | - Франц Арнольд - Марсель Бек (1959) - Якоб Бірхер - Гайнріх Геберлін - Гертруд Гальдіманн - Верена Келлер - Еміль Рам - Емма Руфер - Жозефіна Штеффен - Дора Віпф |

## 50 років після 1971 року

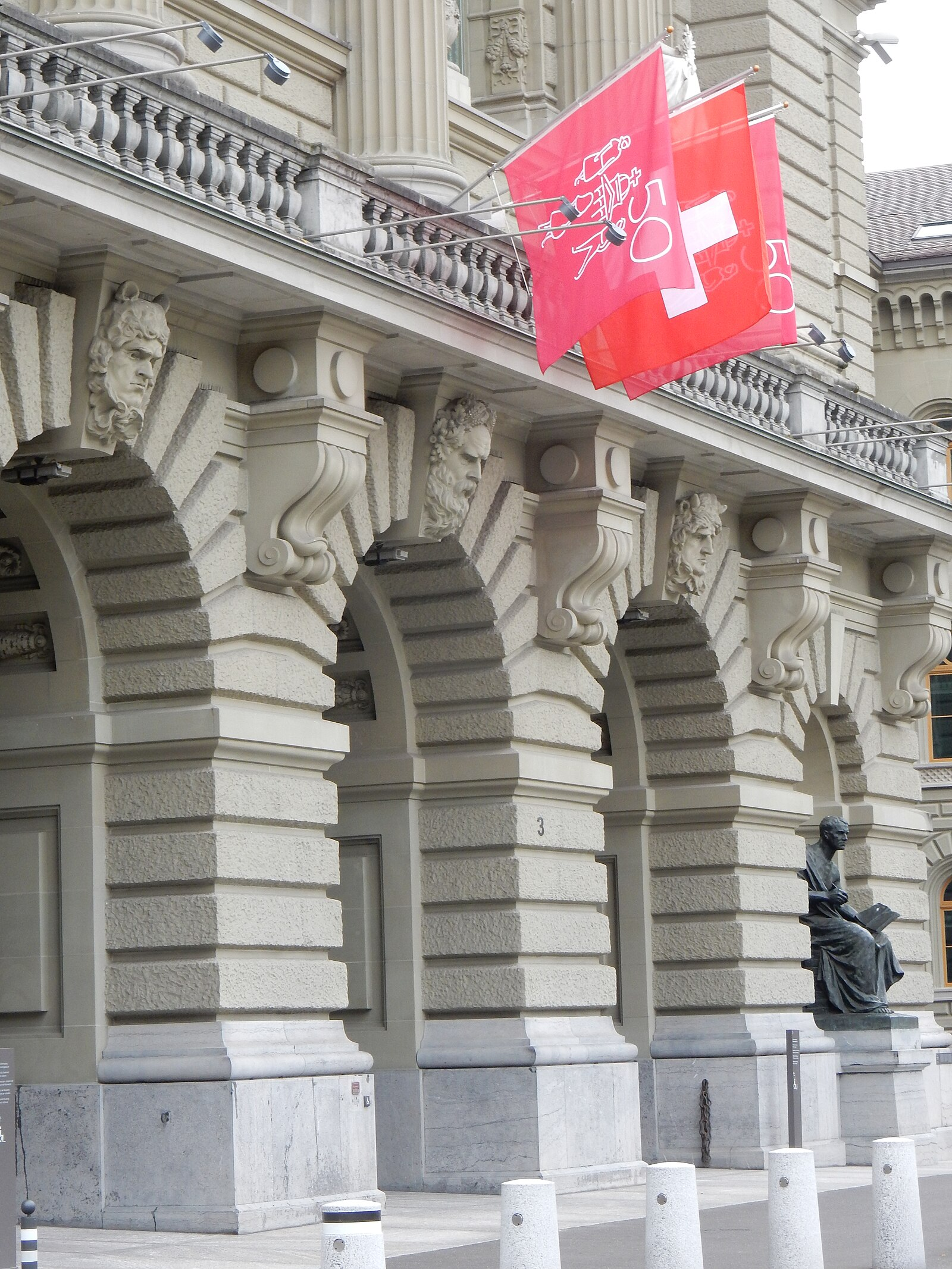
Пам'ятні прапори біля Федерального палацу, присвячені 50 рокам жіночого виборчого права у Швейцарії, 6 лютого 2021 року.

2021 року історичне голосування 1971 року вшановували в різних формах. Так, наприклад, у старому місті Берна відбулася виставка під назвою «Hommage 2021» з 52 портретами жінок з усіх кантонів. Також з'явилися книжкові публікації на цю тему. Через тодішню небезпеку зараження COVID-19 багато заходів не відбулися. Проєкцію, створену асоціацією «Hommage2021», вдалося представити ширшій публіці лише навесні 2023 року в межах виставки у Швейцарському національному музеї в Цюриху.